# Die fetten Jahre sind vorbei
Die fetten Jahre sind vorbei ist ein Spielfilm des österreichischen Regisseurs Hans Weingartner aus dem Jahr 2004. Am Beispiel von drei jungen Leuten, die unbeabsichtigt zu Entführern werden, kreist Weingartners zweiter Film um die Themen politisches Engagement, Moral, Freundschaft und Liebe. Er reflektiert auch Erfahrungen des Regisseurs, der in den zehn Jahren zuvor mehrfach – erfolglos – versucht hatte, politisch aktiv zu werden.
Daniel Brühl, Stipe Erceg, Julia Jentsch und Burghart Klaußner spielen die Hauptrollen in dem mit mehreren Preisen und Nominierungen ausgezeichneten Film. Seine Welturaufführung bei den Filmfestspielen von Cannes wurde mit Standing Ovations gefeiert. 

## Handlung
Jan, Peter und Jule sind Mitte 20 und leben in Berlin. Die beiden jungen Männer, seit Kurzem in einer Zweier-WG, haben eine Guerillataktik entwickelt, mit der sie die reichen „Bonzen“ verunsichern wollen. Sie verüben Einbrüche in Luxusvillen, deren Alarmanlagen Peter kennt, stehlen aber nichts, sondern arrangieren die Inneneinrichtung um und hinterlassen die Botschaften Die fetten Jahre sind vorbei oder Sie haben zu viel Geld. Die Erziehungsberechtigten. – Peters Freundin Jule, die sich gelegentlich an öffentlichen Protestaktionen beteiligt, musste ihr Leben ein Jahr zuvor völlig umkrempeln. Ein mit ihrem unversicherten Auto verursachter Auffahrunfall bescherte ihr eine 100.000-Euro-Schuldenlast gegenüber dem Eigentümer eines Mercedes-Benz S-Klasse. Seitdem studiert sie Lehramt und arbeitet als Kellnerin in einem Nobelrestaurant. Ihre Lage spitzt sich zu, nachdem man ihr binnen weniger Tage Job und Wohnung kündigt. Als dann auch noch der Termin der Wohnungsübergabe kurzfristig vorverlegt wird, sagt sie einen gemeinsamen Barcelona-Trip mit Peter ab und lässt ihn allein fahren. An seiner statt hilft ihr Jan bei der Renovierung. Dabei lernen die beiden einander besser kennen und kommen sich näher. Jan offenbart ihr schließlich auch, was er mit Peter nachts heimlich tut und zeigt ihr die Villa in Berlin-Zehlendorf, die er gerade ausspäht.
Jule elektrisiert die Tatsache, dass sich ganz in der Nähe auch das Anwesen ihres Gläubigers Justus Hardenberg befindet und dort offenbar niemand zu Hause ist. Nach Prüfung der Alarmanlage lässt Jan sich auf einen Einbruch ein. Animiert durch Jules Übermut, geht er weiter als gewohnt und fällt beim Versuch, die riesige Couch im Pool zu versenken, selbst ins Wasser; er zieht Jule nach und sie amüsieren sich ausgelassen. Auf den ersten, leidenschaftlichen Kuss folgt die überstürzte Flucht, als Jule versehentlich die Außenbeleuchtung in Betrieb setzt und die Hunde in der Nachbarschaft anschlagen. – Am Tag darauf vermisst sie ihr Handy. Gemeinsam mit Jan wagt sie einen zweiten Einbruch. Der heimkehrende Hardenberg überrascht Jule, erkennt sie wieder und versucht sie zu überwältigen. Jan eilt hinzu und schlägt ihn mit einer Taschenlampe bewusstlos. Dann rufen sie Peter zu Hilfe. Während sie beratschlagen, gelingt es Hardenberg trotz Fessel, einen Polizeinotruf abzusetzen, worauf sie panikartig aufbrechen und ihn entführen. In einer entlegenen, Jules Onkel gehörenden Almhütte hoch über dem Tiroler Achensee kommen sie unbemerkt unter.
Zu Beginn spielt sich ein gewisses Rollenverhalten ein. Jule, die sich gegen die Entführung sträubte, fühlt sich verantwortlich, Hardenberg vor dem Ärgsten zu bewahren; Peter macht Vorschläge, wie mit ihm praktisch zu verfahren sei; Jan, Wortführer in Diskussionen, attackiert Hardenbergs Weltsicht. Diese zeigt bald schon Risse. Der „Bonze“ bekennt sich sogar als Alt-68er, erzählt von früheren Idealen und seinem WG-Leben mit häufig wechselnden Beziehungen. Vielleicht taktiert er nur geschickt; in jedem Fall zeigt er sich kooperativ und erreicht, nicht zuletzt durch eine Bemerkung über die „Freie Liebe“, dass sich der Fokus verschiebt auf die verborgen gehaltene Beziehung zwischen Jan und Jule, die sich weiter vertieft hat. Peter stellt beide zur Rede, bricht im Zorn mit ihnen, fährt ab, kommt jedoch nachts – betrunken – zurück. Ihr moralisches Fiasko vor Augen, brechen sie die Entführung ab und bringen Hardenberg zurück nach Berlin. Bevor er sich von ihnen wie von Freunden verabschiedet, übergibt er Jule eine handgeschriebene Verzichtserklärung auf ihre Schulden bei ihm und verspricht, die Polizei aus dem Spiel zu lassen. Jule und Peter halten Jan davon ab, das gemeinsame Engagement ganz zu beenden, und beschließen einen Dreierbund.
In einer Parallelmontage zeigt der kurze Showdown, wie, in Anwesenheit Hardenbergs, ein riesiges Spezialeinsatzkommando der Polizei vor dem Haus von Jan und Peter Position bezieht und sich bereitmacht, deren WG zu stürmen, während das Trio ruhig schlafend in einem Bett zu sehen ist (in Andeutung einer Ménage-à-trois), Jule auf ein Klopfen hin aufsteht und einem Spanisch sprechenden Zimmermädchen die Tür öffnet – also nicht die, die die Polizei in Berlin gewaltsam sprengt, um in eine Wohnung vorzudringen, die völlig leergeräumt ist, bis auf eine Nachricht an der Wand: Manche Menschen ändern sich nie.

### Schlusssequenz
Es gibt eine weitere Sequenz, die Weingartner ursprünglich als die letzte vorgesehen hatte. Sie zeigt, wie die Drei in einer Yacht, die Hardenberg gehört (ersichtlich an seinem Bootsführerschein mit Name und Bild), zu einer Mittelmeerinsel aufbrechen mit dem Ziel, die dort befindlichen wichtigen Steuerungsanlagen von Fernsehsatelliten und damit den Fernsehempfang in ganz Europa lahmzulegen. Der Abspann bricht mit einem Geräusch zusammen, als ob ein Stecker gezogen würde und bleibt einfach nur schwarz, während er vorher einer nicht ganz so qualitativ hochwertigen Übertragung eines Satellitenkanals glich.
Zur Weltpremiere des Films in Cannes hatte Weingartner diese Schlusssequenz noch nicht fertig. Weil die Vertriebsrechte in 44 andere Staaten aber schon verkauft waren, wollte er sie den ausländischen Partnern nicht nachträglich aufdrängen.

## Hauptfiguren
Jan ist der Kopf des Trios und die treibende Kraft bei den gemeinsam mit Peter verübten Guerilla-Aktionen gegen die Reichen. Er ist ein Techniktüftler, schlagfertiger Kapitalismuskritiker und rigoroser Moralist. Sein Kampf gegen Ungerechtigkeit und Machtmissbrauch gründet auf einer rational wie emotional gewachsenen, gefestigten Haltung. So springt er beherzt einem wehrlosen Obdachlosen bei, ermutigt Jule zu mehr Aufmüpfigkeit, drückt bei einem Fehltritt seines besten Freunds nicht etwa ein Auge zu und geht schließlich auch mit sich selbst ins Gericht, als ihm der Vertrauensbruch bewusst wird, den sein heimliches Verhältnis zu Jule für eben diesen besten Freund bedeutet. Der Zuschauer wird ihn vielleicht nicht gleichermaßen verurteilen, entwickelt sich doch vor seinen Augen eine sehr natürliche, beide bereichernde Liebe. Jan wird durch sie sanfter, ausgeglichener.
Peter ist eher Macher als Theoretiker und schätzt sich selbst als „coolen Typ“ ein. Wenn es richtig brenzlig wird, scheint er die besten Nerven zu haben; eine Situation wie die, im passenden Moment plötzlich eine Pistole auf den Tisch legen zu können, genießt er. Weniger verbissen und missionarisch als Jan, tritt Peter als „Hobby-Anarchist mit Revoluzzer-Pose“ in Erscheinung. Dass er irgendwann Teil der Spaß- und Konsumgesellschaft werden könnte, ist gut vorstellbar; dass er notfalls allein als „Erziehungsberechtigter“ der „Bonzen“ weitermachen würde, eher unwahrscheinlich. Das moralische Gewicht, das ihm der Film verleiht, ist sein rückhaltloses Vertrauen in die Freundschaft; sein Zorn, als es enttäuscht wird, sorgt dafür, dass der Anspruch an sie nicht leidet, und sein Nachgeben-Können dafür, dass die Freundschaft selbst nicht zerbricht.
Jule lernt der Zuschauer als Erste des Trios kennen – bei einer Protestaktion gegen Sweatshops, womit sie sich, im Unterschied zu beiden jungen Männern, öffentlich, kollektiv und legal engagiert. Anders als diese, wird Jule auch in einen sozialen Kontext gestellt, der sie allerdings gleich dreifach belastet durch ihre Abhängigkeit gegenüber Arbeitgeber, Vermieter und Unfallgeschädigtem, die alle von ihr nur eins erwarten: Fügsamkeit. Allein der 100.000-Euro-Schuldenberg zwingt sie für geschätzte acht Jahre in ein Dasein, das ihren einstigen Wunsch, „wild und frei zu leben“, ad absurdum führt. Dennoch ist Jule unsicher, schwankt zwischen Trotz und Resignation, Engagement und Anpassung, sieht sie doch nirgendwo „etwas, woran sie glauben kann“. Aus dieser Sackgasse führt Jan sie heraus. Die Liebe zu ihm entwickelt sich behutsam, geht aber umso tiefer. Mit Peter teilte sie offenbar nur noch das Bett, mit Jan entdeckt sie sich noch einmal ganz neu – ihre ungestüme Ader ebenso wie ihr Bedürfnis nach Innehalten und ruhigem Nachdenken.

## Kritiken
Der Deutsche Filmdienst urteilte: „Erfreulich engagierte Filmerzählung über drei jugendliche Rebellen, die nicht zuletzt dank großartiger Darsteller überzeugt.“
Im Der Spiegel wertete Andreas Borcholte: Der Film „ist vor allem eines: zeitgemäß. Wenn, und das steht zu hoffen, die Nonchalance Schule macht, mit der Weingartner hier Liebe, Politik, Generationenkonflikte und schwere existenzielle Fragen in eine rasante und begeisternde Komödie verpackt, dann könnte das deutsche Kino in Cannes bald wieder öfter mit standing ovations empfangen werden.“
Ähnlich urteilte Evangelischer Film-Beobachter, Kritikerin Martina Knoben gefällt „dass der Regisseur seine jungen Helden ernst nimmt, ihre Wut auf die Ungerechtigkeit der Welt und ihre Suche nach Formen der politischen Revolte. Weingartner schaue seinen Figuren gewissermaßen beim Denken zu.“ „Stimmige, auch optisch überzeugende Bilder sind so entstanden, die mit dieser Technik wieder versöhnen, die man als Notlösung für Low-Budget-Produktionen schon zu hassen gelernt hatte.“ Der Film „entwickelt sich fast zur Komödie - bis an diesem zivilisationsfernen Ort schließlich gar eine Versöhnung der Generationen und Weltanschauungen möglich erscheint. Die Konzeptlosigkeit des Trios bremst jedoch leider auch den Film, der in den Bergen an Spannung und Präzision verliert.“
Lorenz Mutschlechner von film-rezensionen.de meinte: „Ich persönlich kann Daniel Brühl’s Schauspiel nicht sonderlich leiden und auch hier fand ich die Performance (des gesamten Cast) sehr mau. Die vorhandene Basis ist allerdings gut und hätte bestimmt für einen genialen und großartigen Film mit mehr Aussagekraft gereicht. So allerdings bleibt ‚Die fetten Jahre sind vorbei‘ ein Streifen für Zwischendurch wenn einem gerade nichts Besseres einfällt.“
Bei der Frankfurter Rundschau wertete  Michael Althen: „Was will man mehr vom deutschen Film? Auch wenn man fairerweise sagen muß, daß der Regisseur Hans Weingartner ein Vorarlberger ist und die Österreicher auf seine Teilnahme in Cannes auch mächtig stolz waren. Einerlei. Hauptsache, man fühlt sich in dem Film zu Hause. Was ja ohnehin das Geheimnis der besseren Filme ist: daß man nach kürzester Zeit so drin ist, daß man nicht mehr darüber nachdenkt, wo der Film herkommt. Bei deutschen Filmen ist das selten genug der Fall.“
kino-zeit.de schrieb: „spannende intellektuelle Auseinandersetzung […], die zum Glück nicht in Schwafeleien und Klischees abgleitet.“

## Trivia
- Der Film wurde mit digitalen Videokameras absichtlich im Handkamera-Stil gedreht, wodurch das Bild oft leicht wackelig ist.
- Europaweit verzeichnete der Film rund 1,3 Millionen Kinobesuche – davon knapp 900.000 in Deutschland, 70.000 in Österreich und 70.000 in der Schweiz. Die höchsten Besucherzahlen in nichtdeutschsprachigen Ländern erreichte der Film in Frankreich und in der Türkei mit jeweils 70.000 Besuchern.[12]
- Die von Jeff Buckley interpretierte Version von Cohens Hallelujah ist im Film zwar prominent platziert, aber nicht auf dem Soundtrack enthalten. Es findet sich dort allerdings eine Version dieses Songs von Lucky Jim.
- Die Hintergrundmusik im DVD-Menü sowie in einem Filmtrailer ist der Song Easy to Love der Band Slut ohne Gesang.
- Der Film wird in Folge 314 der ARD-Serie Polizeiruf 110 zitiert. Die Handlung ist ähnlich und an einer Stelle ist ein Filmposter zu sehen.
- In einer kurzen Sequenz im Film Free Rainer, in einem Bildschirm, ist ein Ausschnitt des Films mit dem Satz Die fetten Jahre sind vorbei zu sehen.
- Die gleichnamige Theaterinszenierung feierte in Österreich 2013 im Linzer Theater Phönix Premiere.

## Auszeichnungen
Als erste deutschsprachige Produktion seit 1993 nahm der Film beim Filmfestival in Cannes am Wettbewerb um die Goldene Palme teil.
Dort wurde er vom Publikum mit Standing Ovations gefeiert. In München wurde der Film im Sommer 2004 mit dem bayerischen Filmförderpreis ausgezeichnet.
Daniel Brühl wurde bei der Verleihung des Europäischen Filmpreises 2004 als Bester Darsteller nominiert, musste sich aber Javier Bardem für den Film Das Meer in mir geschlagen geben. Der Film gewann beim Deutschen Filmpreis als Bester Spielfilm in Silber und Burghart Klaußner als Bester Nebendarsteller. Zudem erhielt Die fetten Jahre sind vorbei eine Nominierung für die Beste Regie. 2006 erhielt der Film den Chlotrudis Award als Beste filmische Entdeckung (Best Buried Treasure).
Die Deutsche Film- und Medienbewertung FBW in Wiesbaden verlieh dem Film das Prädikat „besonders wertvoll“.